# Februari 2006
| Februari 2006 |
| Månader under 2006: Januari · Februari · Mars · April · Maj · Juni · Juli · Augusti · September · Oktober · November · December ← December 2005 · Januari 2007 → |

## Onsdagen den 1 februari 2006
Världen
- Muhammedteckningarna publicerade i flera europeiska tidningar

Sverige
- SVT lanserar podd-tv

Nyheter från Wikinews

## Torsdagen den 2 februari 2006
Världen
- Konflikten kring Muhammedteckningarna växer

Sverige
- SVT lovar fotbolls-VM med högupplöst bild

Nyheter från Wikinews

## Fredagen den 3 februari 2006
Världen
- Iran kommer att tas upp i säkerhetsrådet
- Fartyg med hundratals passagerare saknas i Röda havet
- Maktkamp kring preventivmedel i Guatemala
- Ecuador slog till mot colombiansk gerilla
- Ugandisk domare hoppar av kontroversiellt förräderimål
- Ny republikansk ledare i USA:s representanthus
- Japans utrikesminister ifrågasätter kvinnlig tronföljd
- Fortsatta demonstrationer mot Muhammedteckningarna
- Nederländerna skickar förstärkningar till Afghanisan

Sverige
- Mest pensionärer men inga invandrare i tingsrätten
- Slakteri i Kalmar kritiseras av kommunen
- Vetenskapsakademin valde in Umeåprofessor
- Kristen friskola i Skåne vann i regeringsrätten
- Rekordvinst för Volvo, aktien rasar
- Två häktade för brandattentat på irakisk valokal i Kista

Nyheter från Wikinews

## Lördagen den 4 februari 2006
Världen
- Grundstött tankfartyg drogs loss i Alaska
- "Modernisering krävs om NATO ska överleva"
- Sveriges och Danmarks ambassad i Damaskus satt i brand
- Åttiotal trampades ihjäl i Manila
- Fler än tusen döda i egyptisk fartygsolycka, anhöriga i kravaller
- Rebeller sprängde gasledning i södra Pakistan
- Annan uppmanade till lugn om Muhammedteckningarna
- Många "gripna" avrättade i Bagdad
- En byggnad i Damaskus, Syrien som rymmer de danska, chilenska och svenska ambassaderna sätts i brand under protester mot de kontroversiella Muhammedteckningarna. Även den byggnad som inrymmer Norges ambassad stormas och bränns.

Sverige
- Sveriges och Danmarks ambassad i Damaskus satt i brand
- Anders Frostenson, vår tids största psalmist (tillsammans med Britt G Hallqvist), avlider i en ålder av 99 år.

Nyheter från Wikinews

## Söndagen den 5 februari 2006
Världen
- Syrien bad nordiska länder om ursäkt för ambassadattackerna
- Danmarks generalkonsulat i Beirut, Libanon sätts i brand i protest mot Muhammedteckningarna.

Nyheter från Wikinews

## Måndagen den 6 februari 2006
Världen
- Muhammedteckningarna - 6 februari
- Danmarks ambassad i Teheran, Iran angrips med brandbomber av en folkmassa som protesterar mot Muhammedteckningarna.[1]

Sverige
- Alzheimers sjukdom är i 80 procent av fallen ärftlig visar omfattande studier.

Nyheter från Wikinews

## Tisdagen den 7 februari 2006
Världen
- Turistbuss störtade nedför ravin i Rom
- Bomber detonerade på marknad i Bagdad
- Danmarks ambassad i Teheran attackerad
- Gravid prinsessa ger Japan hopp om ny kejsare
- Bush vill satsa på militären, spara på hälsovården
- Colombianska poliser dödade i bakhåll
- UNICEF kräver åtgärder mot kvinnlig könsstympning
- Mbeki avfärdar tredje mandatperiod

Sverige
- Ida Kristin finalist i International Songwriting Competition
- Laleh blir Årets artist vid 2005 års Grammisgala
- Inga allvarliga trafikolyckor i Kalmar trots snöoväder
- Tredubbling av IT-jobb i Norrbotten
- 84 trafikolyckor i Skåne på en dag
- Trollhättans första Cadillac färdigbyggd
- Svårt komma åt bordelligor med rötter utomlands

Nyheter från Wikinews

## Onsdagen den 8 februari 2006
Världen
- Jospeh Kabila inleder valkampanj
- Ryssland kan avskriva Afrikas skulder
- Sydafrika påskyndar uppköp av jordbruksmark
- Sydafrikanska "kemtvättsmördare" beviljades borgen
- Fågelviruset upptäckt i Afrika
- Mutskandal i skuggan av duperad korruptionsutredning i Kenya
- Kenyansk polis grep eftersökt fastighetsägare
- Avtal skyddar Kanadas regnskog
- Hundratusentals följde Coretta King till graven
- Svarta fanor nytt grepp i propagandakrig på Kuba

Sverige
Nyheter från Wikinews

## Torsdagen den 9 februari 2006
Världen
| Muhammedbilderna |
| --- |
| • Frankrikes president Jacques Chirac fördömde publiceringen av de kontroversiella karikatyrerna. Wikinews • I Libanon deltog en halv miljon shiamuslimer i firandet av högtiden aashura i Libanons huvudstad Beirut. De våldsamheter som många hade fruktat uteblev helt. Wikinews Ledaren för Indonesiens näst största muslimska organisation, Din Syamsuddin, sa i ett uttalande att "Radikala muslimer får för mycket uppmärksamhet" och att landets polis och media var för mjuka i sitt bemötande av våldsbenägna muslimska grupper. Den traditionella indonesiska toleransen ställs idag mot en ny våg av intolerans, konstaterar han. Wikinews • George W Bush sade att det var alla regeringar plikt att förhindra attacker mot andra länders beskickningar och Condoleezza Rice anklagade i går onsdag Iran och Syrien för att i egna syften underblåsa antivästerländska stämningar. Irans vicepresident tillbakavisade anklagelserna och kallade påståendena för "lögner". Wikinews |
| Mer på Wikinews |

Bombattack mot shiamuslimer i Pakistan
• 22 dog och många skadades då vad som tros ha varit en självmordsbomb exploderade mitt i en religiös procession i nordvästra Pakistan. Processionen var en del av firandet av den shiamuslimska högtiden aashura i staden Hangu. Ingen har tagit på sig ansvaret för bombådet men i Pakistan, liksom i Irak, är relationen mellan shia- och sunnimuslimer spänd.
Serbisk polis grep Mladic-medarbetare
Sverige
• Sveriges ärkebiskop K G Hammar kallade serierna "oansvariga" och uttryckte sin oro över konsekvenserna av de våldsamma reaktionerna. Wikinews
Nyheter från Wikinews

## Fredagen den 10 februari 2006
Världen
- Nepal: "Kungen är ensam, han har nått en återvändsgränd"
- "Väst och islam måste acceptera varandra som jämlikar"
- "Islamismen utmanar det öppna samhället"
- Patriot Act överlevde kongressdebatt

Sverige
- Trängselavgifterna minskade biltrafiken med 25 procent
- Kriminellt gäng dokumenterade grova sexövergrepp och misshandel

Nyheter från Wikinews

## Lördagen den 11 februari 2006
Världen
- Nya protester mot Danmark
- Kevin Stadler i ledning i Johnnie Walker Classic
- Juan Soriano avled i Mexico City 86 år gammal
- Skogsbrand i Kalifornien under kontroll
- Préval nära vinna första valomgången i Haiti
- Ny demonstration mot Thailands premiärminister
- Sharon i ny operation
- Danmark kallar hem ambassadpersonal från Syrien
- Egypten afrikanska mästare efter dramatisk strafförlängning

Sverige
- Harry Schein avled 81 år gammal
- Flens ledande kristdemokrat hoppar av
- Lyxlägenheter ska bekosta upprustning av Norrköpings idrottspark
- Släktforskning allt populärare i Dalarna
- Industrispionage på ABB Karlskrona
- Kirunapartiet satsar på landstinget
- Pagrotsky invigde Mångkulturåret i Malmö
- Inventering av lo i Västra Götaland
- Fredrik Jacobson trea i AT&T Pebble Beach National Pro-Am

Nyheter från Wikinews

## Söndagen den 12 februari 2006
Världen
- Dansk Folkeparti ökar, socialdemokraterna backar
- USA uppges planera flygattacker mot Iran
- Daniel Chopra bäste svensk i AT&T
- Kevin Stadler vann Johnnie Walker Classic

Nyheter från Wikinews

## Måndagen den 13 februari 2006
Världen
- Arron Oberholser vann AT&T

Nyheter från Wikinews

## Tisdagen den 14 februari 2006
Världen
- Australiska knarksmugglare dömda till döden i Indonesien
- Irakiska alliansen nominerade Jaafari till premiärminister
- FN vill se åtgärder mot kriminellt våld i Guatemala
- Bostadskonferens i Guatemala
- FN-rapport uppmanar USA att stänga Guantanamo
- Human Rights Watch dömer ut val i Uganda
- Nepals förre premiärminister frigiven
- Tysk återhämtning stagnerar, analyser går isär

Sverige
- 900 flyktingar till Västerbotten
- Trafikföretag vill införa kameraövervakning på bussar i Skåne
- Förvaltningsreform i Göteborg
- Vägverket vill ha tolv miljoner i skadestånd för kranolycka
- Experter: Sverige förberett mot fågelviruset

Nyheter från Wikinews

## Svenskspråkiga nyhetslänkar
| - Aftonbladet - Dagens Industri - Dagens Nyheter - Expressen - Göteborgs-Posten - Gnuheter - Hufvudstadsbladet - Ny Teknik | - NYHETER.se - Nyhetsportalen - News.nu - Stockholms Fria Tidning - Svenska Dagbladet - Sydsvenskan - Upsala Nya Tidning - Vasabladet |  |

Se även Hitta nyheter på Wikinews

### Fotnoter
1. ↑  ”Danska ambassaden i Iran angreps”. Sveriges Television. 6 februari 2006. http://www.svt.se/nyheter/utrikes/danska-ambassaden-i-iran-angreps. Läst 11 september 2016.